# (720) Bohlinia
(720) Bohlinia ist ein Asteroid des Hauptgürtels, der am 18. Oktober 1911 vom deutschen Astronomen Franz Kaiser in Heidelberg entdeckt wurde.
Der Asteroid wurde nach dem schwedischen Astronomen Karl Petrus Theodor Bohlin (1860–1939) benannt.
Er gehört zur Koronis-Asteroidenfamilie, einer Gruppe von Asteroiden, die nach (158) Koronis benannt ist.
Eine Gruppe von Astronomen, darunter Lucy d'Escoffier Crespo da Silva und Richard P. Binzel, verwendete Beobachtungen aus den Jahren 1998 bis 2000, um die Spin-Vektor-Ausrichtung dieser Asteroiden zu bestimmen. Die gemeinsame Arbeit führte zur Entwicklung von 61 neuen individuellen Rotationslichtkurven, um frühere veröffentlichte Beobachtungen zu ergänzen.
Binzel und Schelte Bus haben das Wissen über diesen Asteroiden in einer 2003 veröffentlichten Lichtwellenstudie weiter ausgebaut. Dieses Projekt war bekannt als Small Main-belt Asteroid Spectroscopic Survey, Phase II oder SMASSII, das auf einer früheren Untersuchung der Hauptgürtel-Asteroiden aufbaute. Die Spektrendaten der sichtbaren Wellenlänge (0,435–0,925 µm) wurden zwischen August 1993 und März 1999 gesammelt.